# The Art of Electronics
The Art of Electronics (letteralmente "l'arte dell'elettronica"), di Paul Horowitz e Winfield Hill, è un celebre libro sull'elettronica digitale e analogica ed un importante testo di riferimento, usato anche in ambito accademico, di cui è stata pubblicata la terza edizione nel 2015. È particolarmente apprezzata la grande quantità di esempi, sia positivi (circuiti ben progettati) che negativi (circuiti mal progettati).

## Panoramica
Il libro copre molte aree della progettazione elettronica, dagli elementari concetti di tensione in corrente continua, corrente elettrica e resistenza elettrica, ai filtri attivi e oscillatori, all'elettronica digitale, includendo i microprocessori e le interfacce a bus digitali. Discute anche aspetti spesso trascurati come l'alta frequenza, le tecniche di progettazione ad alta velocità e le applicazioni di bassa potenza.
Il volume include molti circuiti di esempio. Oltre a riportare esempi di circuiti ben progettati, esemplifica anche casi di cattiva progettazione, illustrando le caratteristiche che rendono i progetti buoni o cattivi. 
Lo si può descrivere come un punto di raccordo fra un libro di testo e un manuale di riferimento, sebbene manchino le domande e gli esercizi di fine capitolo che spesso si trovano nei libri di testo.
Esiste anche un testo complementare, Student Manual for The Art of Electronics ('Manuale dello studente per The Art of Electronics') di Thomas C. Hayes e Paul Horowitz.  Anche se ripetutamente fa riferimenti al testo principale, il manuale dello studente è specificatamente sviluppato per l'insegnamento dell'elettronica. Contiene esercitazioni di laboratorio e supplementi di testi esplicativi destinati allo studente. Al contrario, The Art of Electronics contiene tabelle, equazioni, diagrammi e altra documentazione applicativa di riferimento per una rapida consultazione da parte dei realizzatori.

## Terza edizione
Per alcuni aspetti la II edizione è sorpassata, riportando parti elettriche obsolete e trascurando tecnologie sviluppate da quando il volume fu scritto. Per questa ragione, la terza edizione è stata più volte annunciata da voci che ne davano la pubblicazione per imminente. Nel 2006, la terza edizione apparve in alcuni database online con il codice ISBN 0521809266, alimentando ulteriori speculazioni.  Comunque, Winfield Hill rispose con un comunicato che l'arrivo del libro avrebbe richiesto ancora degli anni.
A Natale 2011, Winfield Hill comunicò che in gennaio 2012 sono stati ricevuti 15 capitoli, mancandone ancora cinque, che dovrebbero essere completati entro l'estate del 2012 o l'inizio del 2013.

Nel giugno 2014, Winfield Hill ha comnicato quanto segue "Our long-promised-but-never-arriving 3rd edition of AoE is finally "finished", we're just cleaning up the 1400 figures, polishing some final text edits, and making an index. It should arrive with a 2014 publication date—only 25 years after the second edition."
Ad aprile 2015 è uscita finalmente la terza edizione, disponibile solo in formato cartaceo.

## Edizioni
- Paul Horowitz e Winfield Hill, The Art of Electronics, seconda edizione, Cambridge University Press, 1989,  pp.  1125., ISBN 978-0-521-37095-0.
- Paul Horowitz e Winfield Hill, The Art of Electronics, terza edizione, Cambridge University Press, 2015,  p. 1224, ISBN 978-0-521-80926-9.